# Zonosaurus subunicolor
Zonosaurus subunicolor — вид ящірок родини геррозаврових (Gerrhosauridae). Ендемік Мадагаскару.

## Поширення і екологія
Zonosaurus subunicolor мешкають в кількох районах на північному заході і північному сході острова Мадагаскар, в регіонах Діана, Софія і Сава, а також на сусідньому острові Нусі-Бе. Вони живуть у вологих тропічних лісах, на висоті до 600 м над рівнем моря.

## Збереження
МСОП класифікує цей вид як такий, що перебуває під загрозою зникнення. Zonosaurus subunicolor загрожує знищення природного середовища.